# Poikilotermija
Pod pojmom poikilotermne ili ponekad zastarjelo i hladnokrvne životinje podrazumijevaju se životinje koje nemaju stalnu tjelesnu temperaturu. 
Većina životinja su hladnokrvne. To su gotovo sve ribe, gmazovi, vodozemci, kukci i drugi beskralježnjaci. Biljke i drugi organizmi su generalno poikilotermni (iako postoje neke biljke koje bar u nekim organima mogu upravljati temperaturom). Suprotno tome, manje-više stalnu tjelesnu temperaturu imaju samo ptice i sisavci (toplokrvne životinje).
Tjelesna temperatura poikilotermnih životinja najčešće odgovara temperaturi okoline. Pri nižoj temperaturi su uglavnom manje aktivne. Neke hladnokrvne životinje mogu svojim ponašanjem utjecati na temperaturu tijela. Tako mnogi gmazovi traže sunčana ili sjenovita mjesta, ovisno da li žele podići ili sniziti svoju tjelesnu temperaturu. Kukci koji žive u velikim "društvima", kao mravi, pčele, stršljeni ili termiti se zagrijavaju podrhtavanjem mišića ili mahanjem krilima odnosno poticanjem strujanja zraka omogućuju određeno hlađenje.